# 冀鲁边区
冀鲁边区是中國共產黨在中國抗日戰爭時期，在山东省领导的一塊抗日根據地，也是當時中共在山东的6个战略区之一。因位于河北省南部和山东省北部接壤处，所以称冀鲁边区。1944年，与清河区合并为渤海区。

## 历史
1937年七七事变后，中共中央北方局将河北省津南地区的部分县与山东省北部的部分县合并建立起来，組建冀鲁边区，由山东省委领导。它包括现属河北省的盐山、沧县、黄骅（原新海）、东光、南皮、吴桥和现属山东省的德州、乐陵、宁津、庆云、商河、临邑、济阳、齐河、平原、禹城、惠民、无棣、阳信、沾化和滨县等县市。
1938年3月，工委书记于文彬在盐山战斗期间，因手枪走火而负伤，3月医治无效而逝世。工委工作由马振华主持。7月撤销工委，成立冀鲁边区党委，由马国瑞任党委书记。
1944年1月，经中共中央北方局批准，清河区和冀鲁边区党委、军区合并，建立中共渤海区党委、八路军山东渤海军区。3月1日，渤海区成立。